# Réserve naturelle volontaire Herbsheim "Ried"
La réserve naturelle volontaire Herbsheim "Ried" (RNR 39) est une ancienne réserve naturelle volontaire française  créée en 1985, sur le territoire de la commune de Herbsheim, dans le département du Bas-Rhin. Elle occupait une superficie de 3,08 hectares.

## Histoire du site et de la réserve
L'intérêt du site aboutit à un classement en RNV en 1985 pour une durée de six ans. La loi « démocratie de proximité » du 27 février 2002 transforme les RNV en réserves naturelles régionales (RNR), ce qui est le cas pour celle d'Herbsheim.
Le décret d'application no 2005-491 du 18 mai 2005 précise dans son article 6 que « le classement en RNR court jusqu'à l'échéance de l'agrément qui avait été initialement accordé à la réserve volontaire ». Le classement en RNR a donc pris fin après six ans depuis le dernier agrément, probablement au début des années 2000.
Le site est aujourd'hui couvert par le site Natura 2000 secteur alluvial Rhin-Ried-Bruch, Bas-Rhin (FR4201797), pour sa majeure partie. Le CEN Alsace est propriétaire de 1,47 ha du site.

## Écologie (Biodiversité, intérêt écopaysager…)
Paysage marqué par un fort relief qui confère au site des caractéristiques alpines.

## Administration, Plan de gestion, règlement..
Conservatoire des sites Alsaciens, 
- Maison des Espaces naturels
- Ecomusée  68190  Ungersheim